# Фёрстер, Август (актёр)
Не следует путать с Фридрихом Августом Фёрстером, основателем компании «August Förster».
Иоганн Август Фёрстер (нем. August Johann Förster; 1828—1889) — немецкий актёр, режиссёр и театральный деятель.

## Биография
Август Фёрстер родился 3 июня 1828 года в немецком городке Бад-Лаухштедт расположенном на территории нынешней в земли Саксония-Анхальт. 

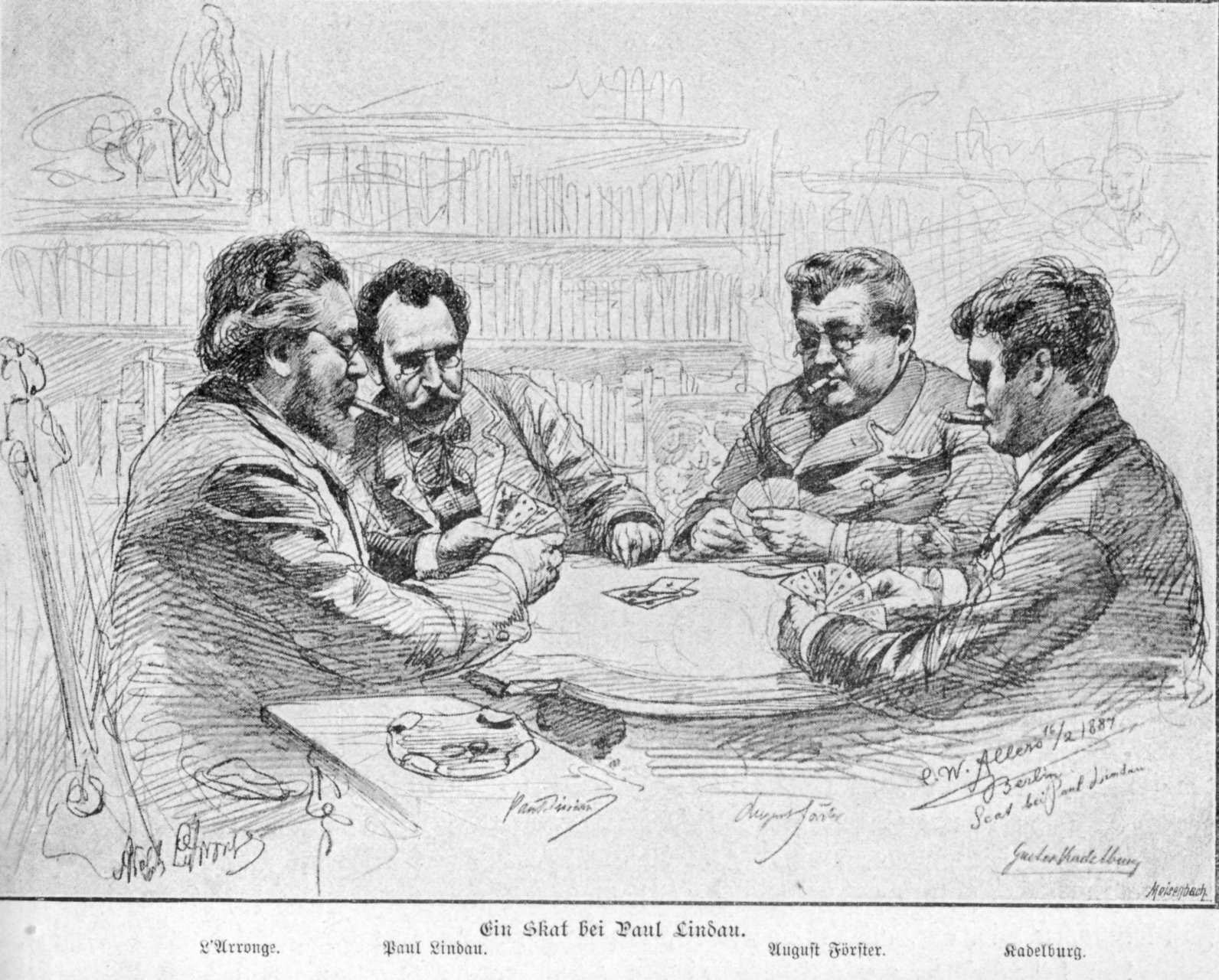
Слева направо: Адольф Л'Арронж, Пауль Линдау, Август Фёрстер и Густав Кадельбург
(рисунок Кристиана Вильгельма Аллерса, 1887)

В 1838 году начал посещать гимназию в Мерзебурге, затем монастырскую школу в Донндорфе, а с 1841 года - школу-интернат в Шульпфорте, где учился под наставничеством Карла Августа Коберштейна. После этого А. Фёрстер изучал теологию в Университете Галле, но вскоре перешел к философским и историческим исследованиям. В 1851 году он получил в Галле докторскую степень с трактатом о влиянии драматургии Лессинга на введение Шекспира в Германии. 
С 1853 по 1855 год Август Фёрстер вместе с Францем Вальнером служил в муниципальном театре в Познани, а затем с Адольфом Л'Арронджем в Гданьске. 
В 1858 году Генрих Лаубе пригласил Фёрстера в Вену в придворный Бургтеатр, где он пробыл до 1876 года, с 1866 года в качестве заместителя директора, с 1870 года в качестве режиссера театра.
После этого Август Фёрстер в разное время был директором театров в Лейпциге, Берлине и Вене. 
Лучшие актёрские роли Фёрстера: вахтмейстер («Wallensteins-Lager»), Фридрих Вильгельм I («Zopf und Schwert»), Мишонн («Adrienue Lecouvreur»), Натан, Одоардо Галотти, король Лир. Согласно ЭСБЕ, исполнение Фёрстера «отличалось простотой, глубокой продуманностью и чувством». 
Его перу принадлежит также ряд пьес, переделанных с французского.
Август Фёрстер умер 22 декабря 1889 года в австрийском городке Земмеринг.